# 녹색행군

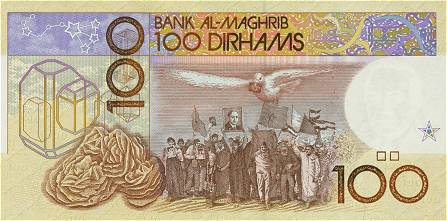
1991년 모로코에서 발행된 100 디르함 지폐에 그려진 녹색 행군의 모습.

녹색행군(Green March)는 1975년 11월 모로코 정부에 의해 조직된 대규모 시위이다. 모로코 정부는 이 시위를 통해 서사하라에 대한 스페인의 영유권 이양을 압박했다.
1975년 서사하라 문제를 논의하는 스페인-모로코-모리타니 삼국간의 마드리드 협정이 진행되는 가운데, 11월 6일 35만명의 모로코인들이 모로코 남부 도시인 타르파야(Tarfaya)로 몰려들었다. 당시 모로코의 국왕이었던 하산 2세는 서사하라 국경을 넘으며 스페인 군대의 철수와 서사하라의 모로코 합병을 촉구했다.
마드리드 협정의 결과 서사하라는 모로코와 모리타니의 분할 통치가 결정되었으나 서사하라의 완전 독립을 요구하는 폴리사리오 전선은 이에 반발하여 1976년 이후부터 현재까지 게릴라 활동을 전개하고 있다.

## 같이 보기
- 폴리사리오 전선
- 마드리드 협정